# Francisco Ángel Soriano
Francisco Ángel Soriano San Martín (Asturias, España, 28 de marzo de 1949) es un tirador SH1 de España. En 2012, se retiró y pasó a ser pensionista. Soriano compitió en los Juegos Paralímpicos de Verano de 1988, 1992, 1996, 2000, 2004, 2008 y 2012. En 1996, ganó una medalla de oro en la competición de pistola libre .22 SH1 mixta. En 2000, ganó un bronce en la competición de pistola libre SH1 mixta.

## Biografía
Soriano nació el 28 de marzo de 1949 en Las Tejeras-Langreo, Asturias. A los 16 años, emigró a Bélgica. Cuando vivía y trabajaba en Bélgica para una empresa de ascensores a los 26 años, sufrió un accidente laboral que lo dejó parapléjico. El accidente dañó sus 9na y 10ma vértebras. Se rehabilitó durante un año en Bruselas, pasando los primeros meses en cama. Para 1982, ya estaba casado. Juntos, decidieron mudarse a España en ese mismo año. En 2012, residía en Elche, siendo un pensionista jubilado. Antes de dedicarse al tiro, probó varios deportes para personas con discapacidad, incluyendo baloncesto en silla de ruedas, esgrima en silla de ruedas, natación y tiro con arco. Pasó tres años participando en tiro con arco.

## Tiro deportivo
Soriano es un tirador SH1. Después de probar varios deportes tras su accidente, se inició en el tiro siguiendo la sugerencia de un profesor. Probó el deporte varias veces antes de decidirse a comprar un arma.
Compitiendo en el Campeonato Belga de 1981, Soriano terminó en primer lugar. Ganó una medalla de plata en los Juegos de Stoke Mandeville de 1986 en el evento P1. Hizo su debut paralímpico en los Juegos Paralímpicos de Verano de 1988. En los Campeonatos Europeos de 1989 en Gante, ganó una medalla de plata en el evento de pistola P4 de 50 metros mixta SH1. En los Juegos de Stoke Mandeville de 1990, se llevó una medalla de oro en el evento de pistola de aire de 10 metros.
Soriano representó a España en los Juegos Paralímpicos de Verano de 1992 y 2012, siendo uno de los siete paralímpicos españoles en hacerlo. En los Juegos de Barcelona de 1992, terminó quinto. Compitiendo en los campeonatos mundiales de Linz, Austria, en 1994, ganó una medalla de oro en el evento P4. Los Campeonatos Europeos de 1995 se llevaron a cabo en Järvenpää, Finlandia. No logró medalla en el evento, terminando cuarto en el evento mixto de pistola deportiva P3 de 25 metros, séptimo en el evento de pistola mixta P4 de 50 metros SH1 y octavo en el evento de pistola de aire de 10 metros SH1 masculino.
Soriano compitió en los Juegos Paralímpicos de Verano de 1996. En 1996, ganó una medalla de oro en la competencia de pistola de 50 metros P4, mixta SH1. Los Campeonatos Europeos de 1997 se celebraron en Chatenoy Le Royal, Francia, donde Soriano ganó un par de medallas de bronce en los eventos de pistola de aire de 10 metros P1 y pistola mixta de 50 metros P4 SH1. En los Campeonatos Mundiales de 1998 en Santander, ganó una medalla de bronce en el evento por equipos.
Soriano compitió en los Juegos Paralímpicos de Verano de 2000. En 2000, ganó un bronce en la competencia de pistola de 50 metros P4, mixta SH1. El Campeonato Europeo de 2001 se celebró en Vingsted, Dinamarca, donde Soriano obtuvo una medalla de oro en el evento de pistola de 50 metros P4 SH1, mientras que obtuvo un quinto lugar en el evento de pistola de aire de 10 metros P1 y un vigésimo cuarto lugar en el evento de pistola deportiva mixta de 25 metros P3 SH1. Los Campeonatos Mundiales se celebraron en Seúl, Corea del Sur, en 2002, donde Soriano ganó un oro en el evento P4. El Campeonato Europeo de 2003 tuvo lugar en Brno, República Checa, con Soriano terminando primero en el evento de pistola mixta P4 de 50 metros SH1 y noveno en el evento P3 SH1.
Soriano compitió en los Juegos Paralímpicos de Verano de 2004. Suhl, Alemania, fue sede de los Campeonatos Europeos de 2007, donde ganó una medalla de plata en el evento de pistola de aire de 10 metros P1 SH1. También compitió en los Juegos Paralímpicos de Verano de 2008.
La Copa del Rey de mayo de 2012, celebrada en el campo de tiro de la Federación Catalana de Tiro en Mollet del Vallés, fue una oportunidad para establecer marcas de clasificación para los Juegos Paralímpicos de 2012, lo cual hizo en el evento de pistola de 50 metros SH1 para hombres. Las puntuaciones le valieron el evento. También obtuvo un primer lugar en la pistola deportiva de 25 metros, mientras que obtuvo un tercer lugar en el evento de pistola de aire de 10 metros P1 para hombres. Con sesenta y tres años, compitió en los Juegos Paralímpicos de 2012. Fue el paralímpico más experimentado en el equipo español y el miembro más antiguo del equipo español. Antes de los Juegos de 2012, era el tirador paralímpico más condecorado de España y uno de los mejores tiradores paralímpicos del país en general. Durante los Juegos de 2012, ya estaba pensando en intentar clasificarse para los Juegos Paralímpicos de Verano de 2016 como su próximo sueño. En sus propias palabras: "Veo la vida como un desafío cada día. Si no tengo un sueño, la llama de la antorcha se apagará. Conozco a personas que dejan el trabajo y ya no tienen más sueños, y se dirigen a una tumba temprana". El Club de Tiro Lucentum de Alicante fue sede de los Campeonatos Europeos de 2013 en octubre. Participó en el evento.

## Palmarés internacional
| Juegos Paralímpicos | Juegos Paralímpicos            | Juegos Paralímpicos | Juegos Paralímpicos                          |
| Año                 | Lugar                          | Medalla             | Prueba                                       |
| ------------------- | ------------------------------ | ------------------- | -------------------------------------------- |
| 1996                | Atlanta (Estados Unidos)       | Medalla de oro      | Pistola libre .22 SH1 mixto                  |
| 2000                | Sídney (Australia)             | Medalla de bronce   | Pistola libre SH1 mixto                      |
| Campeonato Mundial  |                                |                     |                                              |
| Año                 | Lugar                          | Medalla             | Prueba                                       |
| 1986                | Stoke Mandeville (Reino Unido) | Medalla de plata    | Pistola de aire 10 m SH1                     |
| 1990                | Stoke Mandeville (Reino Unido) | Medalla de oro      | Pistola de aire 10 m SH1                     |
| 1994                | Linz (Austria)                 | Medalla de oro      | Pistola libre 50 m SH1 mixto                 |
| 1998                | Santander (España)             | Medalla de bronce   | Pistola deportiva 25 m SH1 por equipos mixto |
| 2001                | Seúl (Corea del Sur)           | Medalla de oro      | Pistola libre 50 m SH1                       |
| Campeonato Europeo  |                                |                     |                                              |
| Año                 | Lugar                          | Medalla             | Prueba                                       |
| 1989                | Gante (Bélgica)                | Medalla de plata    | Pistola libre 50 m SH1 mixto                 |
| 1997                | Châtenoy-le-Royal (Francia)    | Medalla de bronce   | Pistola de aire 10 m SH1                     |
| 1997                | Châtenoy-le-Royal (Francia)    | Medalla de bronce   | Pistola libre 50 m SH1 mixto                 |
| 2001                | Vingsted (Dinamarca)           | Medalla de oro      | Pistola libre 50 m SH1                       |
| 2003                | Brno (República Checa)         | Medalla de oro      | Pistola libre 50 m SH1                       |
| 2007                | Suhl (Alemania)                | Medalla de plata    | Pistola de aire 10 m SH1                     |